# Campanula erinus
Campanula erinus, deutsch auch Leberbalsam-Glockenblume genannt,  ist eine Pflanzenart aus der Gattung der Glockenblumen (Campanula) in der Familie der Glockenblumengewächse (Campanulaceae). 

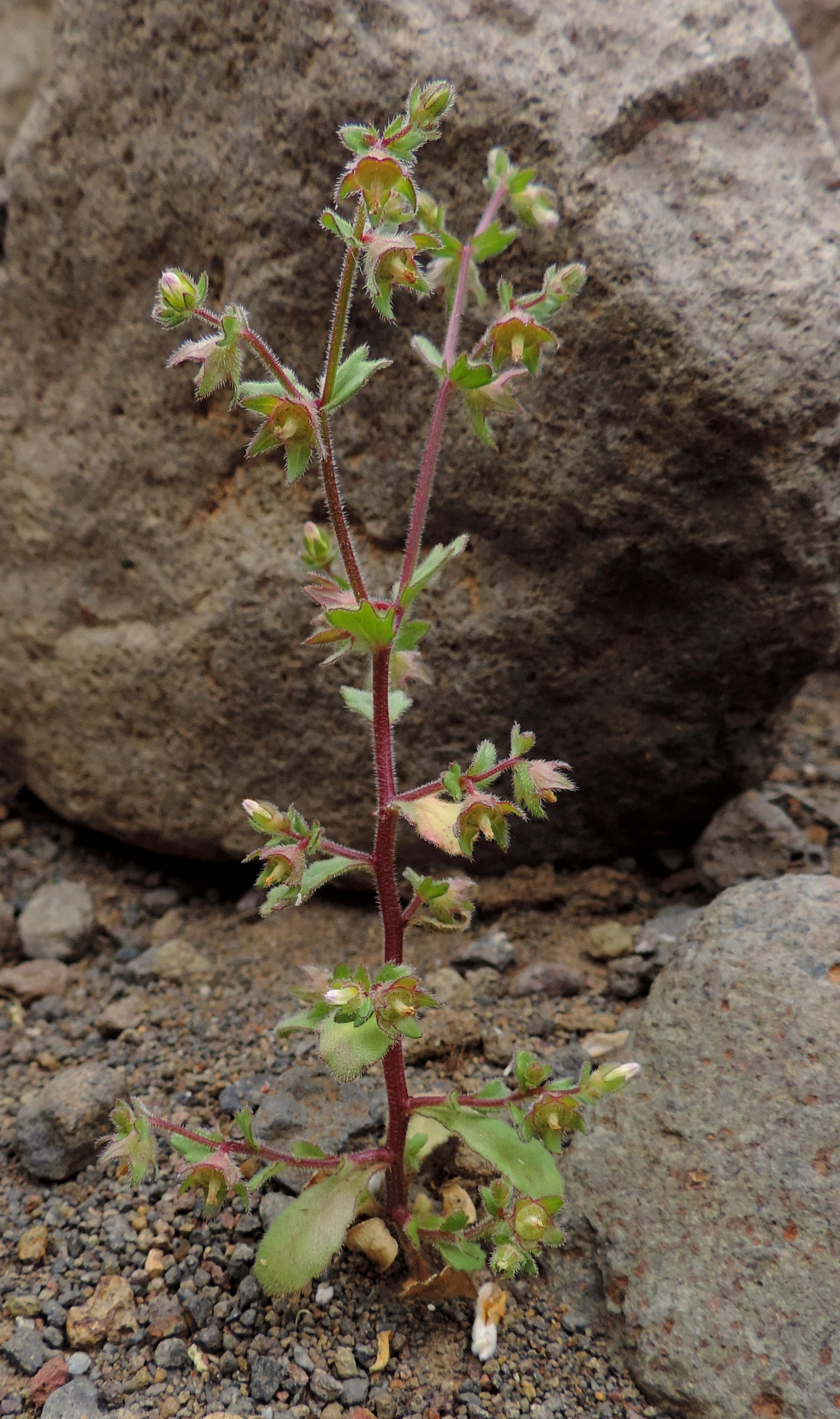
Habitus

## Merkmale
Campanula erinus ist ein einjähriger Schaft-Therophyt, der Wuchshöhen von 3 bis 10 (bis 30) Zentimeter erreicht. Die Pflanze hat eine lange und oft reich verzweigte Hauptachse. Die Blätter sind gezähnt bis gekerbt und wechselständig. Die Zähne der Tragblätter sind 1 bis 2,5 Millimeter groß. Die Krone ist winzig, hellblau und 2 bis 5 (bis 7) Millimeter groß. Die Kronröhre ist verlängert, aber nicht länger als die Kelchzipfel. Die Staubbeutel sind 0,8 bis 1,5 Millimeter groß. Die Fruchtkapsel ist hängend.
Die Blütezeit reicht von März bis Mai.
Die Chromosomenzahl beträgt 2n = 28.

## Vorkommen
Campanula erinus kommt vom Mittelmeerraum bis zum Iran und zum tropischen Nordostafrika vor. Außerdem gibt es die Art in Makaronesien. Die Art wächst in Phrygana, auf Felsfluren und in Olivenhainen. Auf Kreta ist sie in Höhenlagen von 0 bis 1350 Meter zu finden. In Mitteleuropa kommt sie immer wieder eingeschleppt vor und wurde in Belgien, den Niederlanden, im Kanton Sankt Gallen und in Deutschland in Sachsen, Nordrhein-Westfalen und in Baden-Württemberg beobachtet. Man findet sie in Ruderalfluren, in Gleisanlagen und auf Gründächern.

## Taxonomie
Campanula erinus wurde 1753 von Carl von Linné in Species Plantarum Band 1 Seite 169 erstbeschrieben.